# Гавришкевич Мирон Михайлович
Мирон Михайлович Гавришкевич (нар. 2 травня 1940, Львів — 30 серпня 2020, Сокаль) — український поет і прозаїк.

## Біографічні дані
Мирон Гавришкевич народився в сім'ї столяра Михайла Григоровича Гавришкевича (1918—1944) й полірувальниці меблів Теодозії Леонтіївни Гавришкевич (1917—1986). 1947 року Мирон пішов до Львівської спеціалізованої школи № 8. Навчаючись у 9 класі, одночасно 1956 року він вступив у Львівське технічне училище № 2 (нині Державний навчальний заклад «Львівське вище професійне училище інформаційно-комп'ютерних технологій») й закінчив його у 1958-му, набувши фах токаря. Того ж року став студентом Львівського технікуму радянської торгівлі (нині Львівський інститут економіки і туризму) і достроково закінчив його в 1960-му за спеціальністю «Товарознавство промислових товарів» з присвоєнням кваліфікації техніка-товарознавця. У 1960—1963 роках служив в армії. 1963 року Мирон Гавришкевич вступив на лікувальний факультет Львівського державного медичного інституту й у 1969-му здобув диплом лікаря-терапевта. Разом з тим у 1968 році закінчив військову підготовку на військовій кафедрі при Львівському державному медичному інституті з присвоєнням військового звання молодшого лейтенанта медичної служби у 1969 році. З 1993 року він майор медичної служби запасу.
У 1969—1973 роках Мирон Гавришкевич працював головним лікарем лікарні села Бітля Турківського району. У 1973 році пройшов курси теоретичної та практичної підготовки за спеціальністю «рентгенолог» при Львівській обласній клінічній лікарні. З 1973 по 1983 рік — лікарем Львівської поліклініки № 1. У 1977 році здобув кваліфікацію екскурсовода другої категорії. 1982 року Мирон Гавришкевич закінчив курси електрокардіографічної діагностики. У 1983—1989 він працював лікарем, а згодом — головним лікарем Великомостівської лікарні. З 1990 по 1994 рік він обіймав посаду головного лікаря Сокальського району. У 1995—2013 роках Мирон Гавришкевич працював заступником головного лікаря в амбулаторно-поліклінічній роботі — завідував поліклінікою Сокальської центральної районної лікарні. З 2014 року він був головним лікарем оздоровчо-лікувального комплексу «Ровесник», що неподалік Червонограда.
Був одружений, мав троє дітей.

## Громадська діяльність
Мирон Гавришкевич брав активну участь у громадському житті й у 1989—1991 роках був один із перших організаторів національно-патріотичного руху в Сокальському районі. 21 січня 1990 року він приєднався до живого ланцюга «Українська хвиля». Цього ж року й впродовж двох наступних Мирон Гавришкевич майже кожного місяця організовував мітинги й виступав на них у Великих Мостах, Сокалі та селах Сокальського району. 20 січня 1990 року Мирон Гавришкевич вступив до громадської організації «Народний рух України». З червня 1990 по листопад 1991 року він голова Великомостівського територіального об'єднання НРУ, а з 20 листопада 1991 по кінець січня 1993 року — голова НРУ Сокальського району. Гавришкевич брав участь у засіданнях Координаційної ради Львівської краєвої організації НРУ (протягом двох років, майже кожен місяць). Був делегований на три засідання Великої Ради Руху України в Києві.
У 2002—2006 роках Мирон Гавришкевич був депутатом Сокальської районної ради. 2004 року став активним учасником Помаранчевої революції. Упродовж 2004—2017 років він виступав на акціях «Свято книги», «Свято поезії», «Свято рідної мови», організованих у сокальських навчальних закладах.

## Митецька діяльність
Мирон Гавришкевич здобув музичну освіту, навчаючись з 1947 по 1954 рік у класі скрипки Львівської семирічної музичної школі № 2 (тепер Львівська державна музична школа № 2 імені Миколи Колесси). З 1965 по 1978 рік співав у Народній чоловічій хоровій капелі «Прометей» (керівник Олексій Волинець). У 1973 — 1976 роках грав в ансамблі бандуристів «Вишиванка» (керівник Михайло Баран). Був хористом у сокальських храмах — Катедральному соборі святих Петра і Павла та Михайлівській церкві.
Мирон Гавришкевич знімався у кількох фільмах, серед яких фільм «Олекса Довбуш» Київської кіностудії імені Олександра Довженка (1959).

## Літературна творчість
Мирон Гавришкевич почав писати прозові твори та поезію з п'ятнадцяти років. Вперше опублікувався 1955 року в газеті «Ленінська молодь» (тепер «Молода Галичина»). Відтоді його твори виходили друком у районних (газета «Вперед» (згодом «Голос з-над Бугу»), часопис «Храм Серця», громадсько-політична газета «Сокальщина»), обласних газетах («Вільна Україна», «Слава Родины: ежедневная газета Прикарпатского военного округа»), в поетичній збірці «Сокальщина літературна» та в альманасі «Соколиний край». Велике місце у творчості Мирона Гавришкевича посідає національно-патріотична тематика. Його вірші «Це — Україна», «Козаченьки» поклала на музику сокальська композиторка, поетеса й педагог Ольга Пенюк-Водоніс. Сокальський композитор, поет і збирач народних пісень Сокальщини Ярослав Кортко написав музику до вірша Гавришкевича «Кобзар». Композиторка із Соснівки Тамара Мулик і керівник естрадного оркестру районного будинку культури, завідувач Сокальського районного відділу культури Анатолій Пігель поклали на музику, відповідно, вірші «Захисники Вітчизни» та «Дике поле».
З 1998 року він член Сокальського літературно-мистецького об'єднання «Колос». У вересні 2010 року Гавришкевич вступив до Асоціації спілки письменників України Західного регіону.
Мирон Гавришкевич брав участь у Бойківському літературно-краєзнавчому конкурсі імені Мирона Утриска 2010, 2011, 2012, 2015 і 2017 років. Здобув два дипломи другого й три дипломи третього ступенів на XІV, XV, XVI, XIX і XXI конкурсах відповідно.

## Твори

### Проза
- «Поклик волі» (повість). — Видавництво «Вісник», 1992
- «Чорна долина» (повість). — Сокальська районна друкарня, 1998
- «Плата за зраду», «Остання сповідь» (оповідання). — Альманах «Соколиний край» № 2-3, 2003
- «Втрачені мрії» (уривок із повісті «Ціна волі»). — Альманах «Соколиний край» № 4, 2004
- «Джура». — Сокальська районна друкарня, 2005
- «Криваві роки». (повість) — Видавництво «Край», 2009
- «Допит», уривок із повісті «Криваві роки». — Альманах «Соколиний край» № 5, 2005
- Оповідання «Останній бій». — Альманах «Соколиний край» № 6, 2006
- «Смерть гетьмана» (уривок із повісті «Втрачені мрії»). — Альманах «Соколиний край» № 7, 2007
- «Втрачені мрії» (повість). — Сокальська районна друкарня, 2011
- «За залізною завісою» (повість) — Сокальська районна друкарня, 2014

### Поезія
- «Гомін часу». — самвидав, 2006
- «Дорогами спогадів». — самвидав, 2017

### Інше
- «Довідник міста Великі Мости». — видавництво «Вісник», 1992
- «Історико-мемуарний нарис». — самвидав, 2017

## Нагороди й відзнаки
- 1987 — Медаль «Ветеран праці»
- 1995 — Почесний орден «Січовий Хрест» № 396
- 2001 — Почесна грамота від Сокальської райдержадміністрації з нагоди 10-ї річниці Незалежності України
- 2009 — Грамота від Сокальської районної організації НРУ у зв'язку з 20-річчям утворення НРУ
- 2010 — Відзнака «90-річчя від дня проголошення ЗУНР» № 0928 — за заслуги в національно-визвольній боротьбі, в утвердженні та розбудові української держави
- 2010 — Грамота від Сокальської райдержадміністрації з нагоди річниці Незалежності України
- 2010 — Диплом ІІ ступеня на XV Бойківському літературно-краєзнавчому конкурсі імені Мирона Утриска за книжку «Криваві роки»
- 2011 — Диплом ІІ ступеня на XV Бойківському літературно-краєзнавчому конкурсі імені Мирона Утриска за повісті «Поклик волі» і «Чорна долина»
- 2012 — Диплом ІІІ ступеня на XVI Бойківському літературно-краєзнавчому конкурсі імені Мирона Утриска за повість «Втрачені мрії»
- 2015 — Диплом ІІІ ступеня на XIX Бойківському літературно-краєзнавчому конкурсі імені Мирона Утриска за книжку «За залізною завісою»
- 2015 — Грамота з місця роботи
- 2016 — Грамота з місця роботи
- 2016 — Грамота від Сокальської райдержадміністрації з нагоди річниці Незалежності України
- 2017 — Диплом ІІІ ступеня на XXI Бойківському літературно-краєзнавчому конкурсі імені Мирона Утриска за книгу «Дорогами спогадів»